# عصب حركي

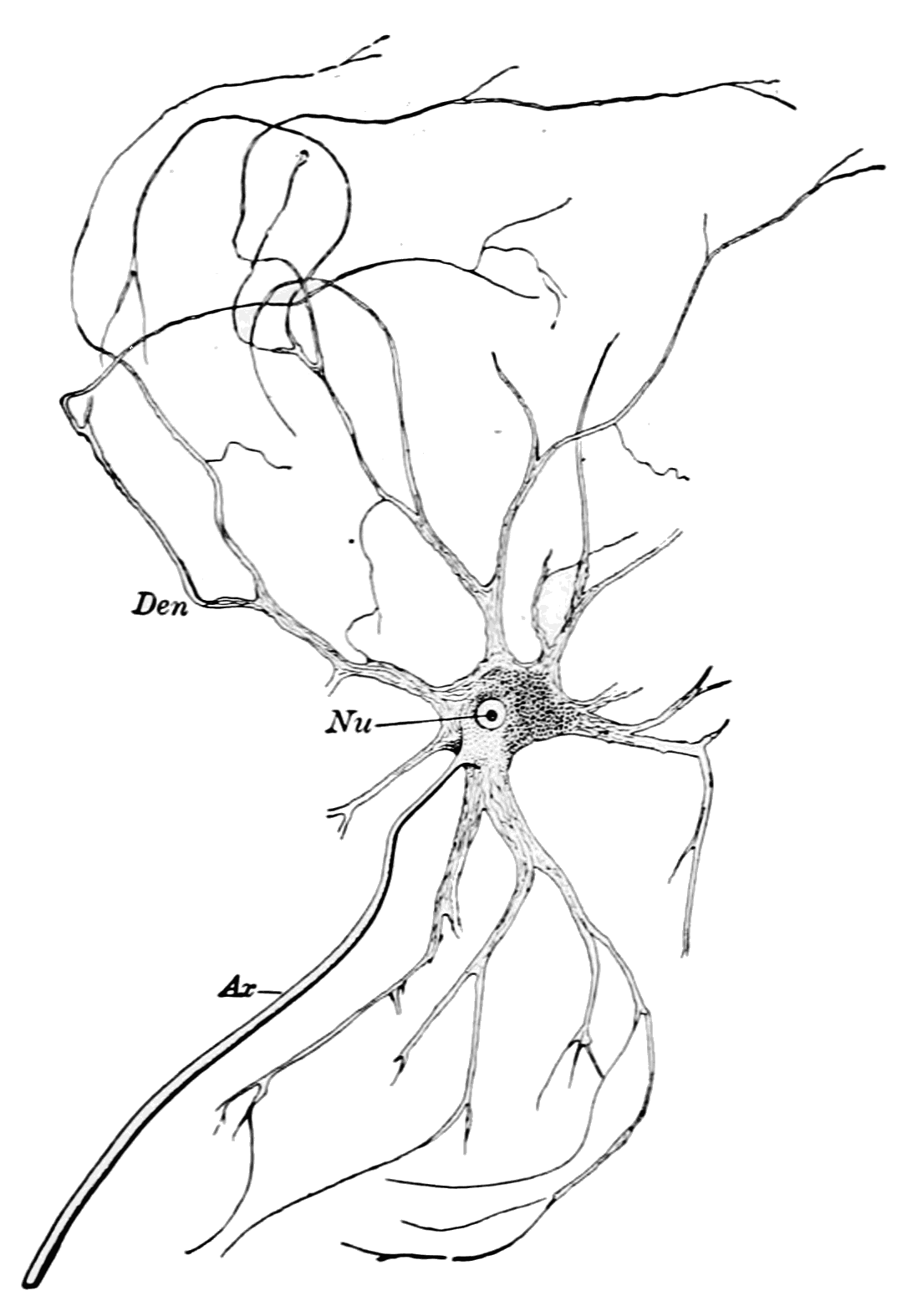

العصب الحركي هو عصب موجود في الجهاز العصبي المركزي (سي إن إس)، عادةً في النخاع الشوكي، ومسؤول عن نقل الإشارات الحركية من الجهاز العصبي المركزي إلى عضلات الجسم. يختلف العصب الحركي المكون من مجموعة من المحاور العصبية عن العصبون الحركي الذي يتألف من جسم الخلية والتفرعات التغصنية. تعمل الأعصاب الحركية كأعصاب صادرة إذ تنقل المعلومات من الجهاز العصبي المركزي إلى خارجه بعكس الأعصاب الواردة (تُدعى أيضًا الأعصاب الحسية) التي تنقل الإشارات من مستقبلات الحس المحيطية إلى الجهاز العصبي المركزي. تعمل بعض الأعصاب كأعصاب حسية وحركية على حد سواء ويُطلق عليها اسم الأعصاب المختلطة.

## البنية والوظيفية
تعمل ألياف العصب الحركي على تنبيغ الإشارات الواردة من الجهاز العصبي المركزي إلى العصبونات المحيطية للنسج العضلية القريبة. تعصب النهايات المحورية للعصب الحركي العضلات الهيكلية والملساء، إذ تشارك بشكل كبير في التحكم العضلي. تتميز الأعصاب الحركية بغناها بحويصلات الأسيتيل كولين إذ يُعد العصب الحركي مجموعة من حزم المحاور العصبية الحركية التي تنقل الإشارات الحركية وإشارات التحكم العضلي والحركي. تقع حويصلات الكالسيوم في النهايات المحورية لحزم الأعصاب الحركية. يزيد تركيز الكالسيوم المرتفع خارج الأعصاب الحركية قبل المشبكية من حجم «إي بّي بّي إس» (جهود اللوحة الانتهائية).

## مخرج النخاع الشوكي
تنشأ معظم المسارات الحركية في القشرة الحركية للدماغ. تنتقل الإشارات نحو الأسفل وعلى نفس الجانب من جذع الدماغ والنخاع الشوكي، وتخرج من النخاع الشوكي عند القرن البطني للنخاع من الجانبين. تتواصل الأعصاب الحركية مع الخلايا العضلية التي تعصبها عبر العصبونات الحركية بمجرد خروجها من النخاع الشوكي.

## أنواع العصب الحركي
تختلف الأعصاب الحركية على أساس النوع الفرعي للعصبون الحركي المرتبطة به

### ألفا
تستهدف عصبونات ألفا الحركية الألياف العضلية خارج المغزلية. تعصب الأعصاب الحركية المرتبطة بهذه العصبونات الألياف العضلية الهيكلية خارج المغزلية، وتُعد مسؤولة عن التقلص العضلي. تمتلك هذه الألياف العضلية القطر الأكبر بين العصبونات الحركية وتتطلب سرعة التوصيل الأعلى بين الأنواع الثلاثة.

### بيتا
تعصب عصبونات بيتا الحركية الألياف داخل المغزلية في المغازل العضلية. تُعد هذه الأعصاب مسؤولة عن إرسال الإشارات إلى الألياف العضلية بطيئة النفض.

### غاما
لا تشارك عصبونات غاما الحركية، بعكس عصبونات ألفا الحركية، في التقلص العضلي بشكل مباشر. لا ترسل الأعصاب المرتبطة بهذه العصبونات الإشارات التي تضبط زيادة طول الألياف العضلية أو تقصيرها مباشرًة. ومع ذلك، تكمن أهمية هذه الأعصاب في الحفاظ على المغازل العضلية مشدودة.

## التنكس العصبي
التنكس العصبي الحركي هو ضعف تدريجي في النسج العصبية والاتصال العصبي في الجهاز العصبي. يبدأ ضعف العضلات نتيجة عدم وجود أعصاب حركية أو مسارات حركية لتعصيبها. تنتج أمراض العصبونات الحركية عن أسباب فيروسية أو وراثية أو كنتيجة للعوامل البيئية. تبقى الأسباب الدقيقة غير واضحة، مع ذلك، يعتقد كثير من الخبراء بوجود دور كبير للعوامل البيئية والسامة.

## التجدد العصبي
يوجد العديد من مشاكل التجدد العصبي نتيجة مصادر عديدة، الداخلية منها والخارجية. تُعد قدرة الأعصاب على التجدد ضعيفة إذ لا يمكن صنع خلايا عصبية جديدة ببساطة. قد تلعب البيئة الخارجية دورًا في التجدد العصبي. ومع ذلك، تستطيع الخلايا الجذعية العصبية (إن إس سي إس) التمايز إلى مختلف أنواع الخلايا العصبية. يُعتبر هذا إحدى الطرق التي تستخدمها الأعصاب في «إصلاح» نفسها. ينتج عن زرع الخلايا الجذعية العصبية في المناطق التالفة عادةً تمايز هذه الخلايا إلى خلايا نجمية مساعدة للعصبونات المحيطة. تمتلك خلايا شوان القدرة على التجدد، لكن تنخفض قدرة هذه الخلايا على إصلاح الخلايا العصبية مع مرور الوقت بالإضافة إلى بعدها عن موقع التلف.